# Monumento Natural da Serra da Rajada
O Monumento Natural da Serra da Rajada, fica no distrito de Tucunduba (Caucaia), na Região Metropolitana de Fortaleza.

## Unidade de Conservação

### Informações gerais
A unidade de conservação do Monumento é a primeira unidade de conservação municipal de proteção integral no município brasileiro de Caucaia, criada em 27 de junho de 2019.
Com área de 373,85 ha e um perímetro de 15.146,53 m², tem como objetivo preservar o ecossistema natural de relevância ecológica para o município.
A área foi escolhida pela importância da Pedra da Rajada, ponto mais alto da serra e local bastante procurado por visitantes da região metropolitana e até mesmo de regiões mais distantes. De acordo com Andrea Moreira, gestora ambiental da Secretaria do Meio Ambiente (SEMA), "A presença de espécies ameaçadas e outras que só são encontradas no Ceará e no bioma Caatinga, além do tipo de fitofisionomia da Serra da Rajada que ocorre somente em 4% de todo o território cearense, os chamados ‘brejos de altitude’, já justificaria a criação da unidade de conservação”.

### Criação
Após minucioso estudo, foi definida a criação da primeira Unidade de Conservação (UC) Municipal de Caucaia, município da Região Metropolitana de Fortaleza (RMF). Conforme resultado das análises, a área protegida da Serra da Rajada, na localidade de Tucunduba, foi considerada Monumento Natural no topo da serra e zona de amortecimento no entorno. O objetivo básico é preservar os sítios naturais raros, singulares ou de grande beleza cênica.
A iniciativa veio de edital do Governo do Ceará, que classificou regiões de relevante interesse do estado como Área de Proteção Ambiental (APA). Conforme a gerente do Núcleo de Educação Ambiental do Instituto do Meio Ambiente de Caucaia (Imac), Márcia Ximenes, a região agora terá sua diversidade biológica melhor protegida com o processo de ocupação disciplinado e a sustentabilidade do uso dos recursos naturais assegurada. "A Pedra da Rajada terá sua integridade de um elemento natural único, de extrema raridade e beleza", ressalta.
Todo o levantamento técnico de fauna e flora foi realizado, assim como o levantamento histórico junto à comunidade quilombola residente na região. A classificação do tipo de proteção é importante porque a perda de biodiversidade e de serviços ambientais associados à degradação indica a necessidade da implementação de estratégias para a conservação e o uso sustentável dos recursos naturais.
A vegetação é remanescente de Mata Atlântica, com plantas como bromélias e orquídeas. Tem vegetação de altitude exuberante. No edital estatal, Caucaia ocupou o primeiro lugar por ter diversos sistemas ambientais fragilizados, importantes para a qualidade de vida e bem-estar da população.
O ato de assinatura do decreto aconteceu por ocasião da Semana do Meio Ambiente, o principal evento de educação ambiental do Estado, envolvendo cerca de 130 municípios cearenses e 26 unidades de conservação estaduais, patrocinado pela SEMA.